# Sochapa de Álvaro Obregón
Sochapa de Álvaro Obregón är en ort i Mexiko.   Den ligger i kommunen Tatahuicapan de Juárez och delstaten Veracruz, i den sydöstra delen av landet, 500 km öster om huvudstaden Mexico City. Sochapa de Álvaro Obregón ligger 32 meter över havet och antalet invånare är 386.
Terrängen runt Sochapa de Álvaro Obregón är kuperad åt sydväst, men österut är den platt. Havet är nära Sochapa de Álvaro Obregón åt nordost. Runt Sochapa de Álvaro Obregón är det ganska tätbefolkat, med 56 invånare per kvadratkilometer. Närmaste större samhälle är Pajapan, 19,2 km söder om Sochapa de Álvaro Obregón. Omgivningarna runt Sochapa de Álvaro Obregón är en mosaik av jordbruksmark och naturlig växtlighet.